# Grupa modularna
Grupa modularna {\displaystyle \Gamma } (Gamma) – grupa o bogatej strukturze, stanowiąca obiekt zainteresowania i badań w wielu dziedzinach matematyki, m.in. w teorii liczb, teorii reprezentacji i geometrii algebraicznej. {\displaystyle \Gamma } można zdefiniować w terminach przekształceń geometrycznych lub macierzy.

## Definicja
Grupa modularna {\displaystyle \Gamma } zdefiniowana jest jako zbiór liniowych przekształceń ułamkowych (przekształceń Möbiusa) górnej półpłaszczyzny zespolonej na siebie,
{\displaystyle f(\tau )={\frac {a\tau +b}{c\tau +d}},}
gdzie {\displaystyle a,b,c,d\in \mathbb {Z} } oraz {\displaystyle ad-bc=1.}
Działaniem grupowym jest składanie funkcji. {\displaystyle \Gamma } jest izomorficzna jako grupa ze specjalną rzutową grupą liniową {\displaystyle {\mbox{PSL}}(2,\mathbb {Z} ),} która jest ilorazem 2-wymiarowej specjalnej grupy liniowej nad liczbami całkowitymi {\displaystyle {\mbox{SL}}(2,\mathbb {Z} )} przez jej centrum {\displaystyle \{I,-I\}.} Innymi słowy, {\displaystyle {\mbox{PSL}}(2,\mathbb {Z} )} jest grupą macierzy (działaniem jest mnożenie) postaci
{\displaystyle M={\begin{pmatrix}a&b\\c&d\end{pmatrix}},}
gdzie {\displaystyle a,b,c,d\in \mathbb {Z} } oraz {\displaystyle \det \ M=ad-bc=1,} przy czym utożsamiamy ze sobą macierze {\displaystyle A} i {\displaystyle -A.}